# Пана (Фиренца)
Пана је насеље у Италији у округу Фиренца, региону Тоскана.
Према процени из 2011. у насељу је живело 3 становника. Насеље се налази на надморској висини од 582 м.